# Edward Porębowicz
Edward Franciszek Porębowicz (ur. 20 lutego 1862 w Warszawie, zm. 24 sierpnia 1937 we Lwowie) – polski romanista, poeta, tłumacz, badacz literacki.	

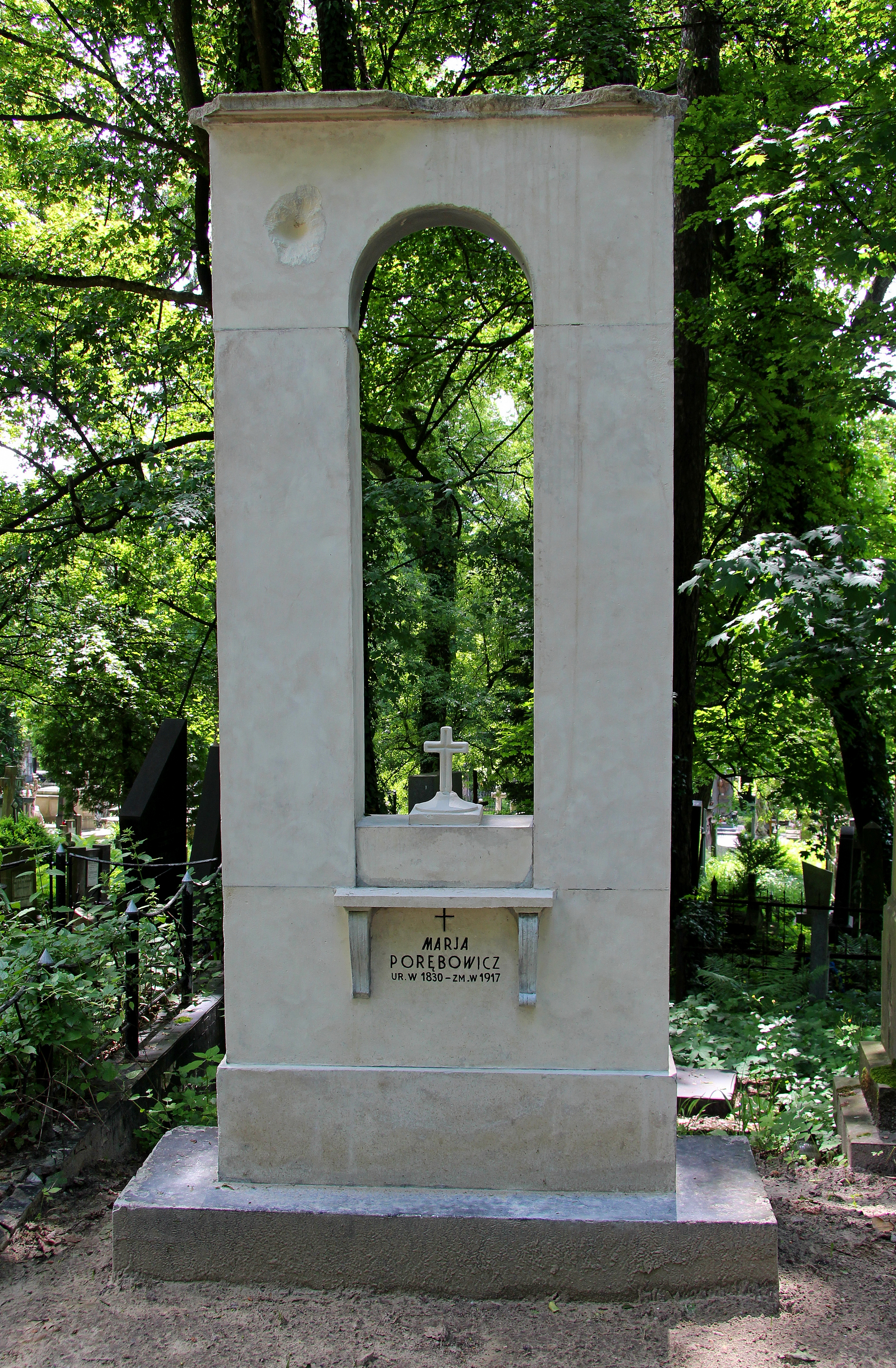
Grobowiec Edwarda i Marii Porębowiczów

## Życiorys
Kształcił się w Galicji i za granicą. W 1880 ukończył gimnazjum w Tarnowie. W 1883 uzyskał absolutorium na wydziale filozoficznym Uniwersytetu Jagiellońskiego. Następnie studiował romanistykę, germanistykę i anglistykę w Berlinie, Monachium, Montpellier, Barcelonie i Florencji. Doktorat uzyskał w Wiedniu w 1890. Habilitację uzyskał w 1897 na Uniwersytecie Franciszkańskim we Lwowie zostając docentem filologii romańskiej.
W 1899 został profesorem nadzwyczajnym i otrzymał katedrę filologii romańskiej we Lwowie. W 1907 otrzymał tytuł profesora zwyczajnego języków i literatur romańskich. Był uczonym wszechstronnym - działał zarówno w obszarze literatur romańskich, jak i wszystkich zachodnioeuropejskich. To on pierwszy wprowadził do nauki termin barok na oznaczenie okresu w dziejach literatury. Badał twórczość trzech wieszczów, pisywał wnikliwe recenzje. W 1920 został członkiem czynnym Towarzystwa Naukowego we Lwowie. Jego dorobek naukowy był imponujący. W roku akademickim 1925/26 został wybrany na rektora Uniwersytetu Jana Kazimierza we Lwowie. Otrzymał tytuł honorowego profesora tej uczelni.
Był członkiem czynnym Polskiej Akademii Umiejętności, członkiem czynnym i honorowym wielu towarzystw naukowych (w tym Związku Zawodowego Literatów Polskich). W 1909 był członkiem zwyczajnym Towarzystwa dla Popierania Nauki Polskiej.
Był też znakomitym poetą i tłumaczem największych arcydzieł literatury zachodniej, zwłaszcza Boskiej komedii i Życia nowego Dantego, ballad prowansalskich, Pieśni ludowych celtyckich, germańskich i romańskich, poematów Byrona (Don Juan), dramatów Calderóna, uczestnikiem spotkań młodych lwowskich literatów (grupa Płanetnicy) w willi Zaświecie Maryli Wolskiej. Przetłumaczył także dwie komedie Williama Szekspira: Stracone zachody miłosne (1895) i Wszystko dobre, co się dobrze kończy.
Do jego dokonań należą inspiratorskie dla polskich badań literackich studia z zakresu średniowiecza, literatury włoskiej i francuskiej, polskiego baroku (Andrzej Morsztyn) i modernizmu (wprowadził termin neoromantyzm). Jest autorem monografii o Dantem i o św. Franciszku.
Zmarł 24 sierpnia 1937, a 27 sierpnia 1937 został pochowany w grobowcu rodzinnym na Cmentarzu Łyczakowskim we Lwowie.

## Ordery i odznaczenia
- Krzyż Komandorski Orderu Odrodzenia Polski (2 maja 1923)[7][8]
- Złoty Wawrzyn Akademicki (5 listopada 1935)[9]
- Krzyż Komandorski Orderu Korony Włoch (1932)[10][11]

## Wyróżnienia i nagrody
- Doktorat honoris causa Uniwersytetu Poznańskiego (13 maja 1932),
- Nagroda Literacka Miasta Lwowa za rok 1936 (12 stycznia 1937)[12].

## Upamiętnienie
W 1977 jedną z sal wykładowych Instytutu Filologii Romańskiej Uniwersytetu Wrocławskiego nazwano imieniem Edwarda Porębowicza.